# Victor Cornelins
 Ikke at forveksle med Victor Cornelius.
Victor Waldemar Cornelins (født 3. august 1898, Frederiksted, Sankt Croix, død 17. december 1985, Nakskov) var en dansk skolelærer, musiker, sanger og foredragsholder og en kendt personlighed i hjembyen Nakskov.
Cornelins var født på Sankt Croix og var barn af efterkommere af slaver. Faderen var arbejdsmand og drager Henry Cornelius og moderen Sarah Eliza Allen. Moderen var enlig og meget afholdt af familie og øvrige omgivelser. Cornelins formoder, at faderen havde forladt familien. Victors efternavn Cornelins skyldes trykfejl ved hans ankomst til Danmark.
I 1905 blev Victor Cornelins på syv og Alberta på fire år sendt til Danmark for at deltage i en Koloni-udstilling i Tivoli. Udstillingen var initieret og arrangeret af bl.a. Emma Gad. I mange år har man ment, at meningen var, at de to børn skulle uddannes til lærere og vende tilbage for at undervise og medbringe dansk kultur på foranledning af skoledirektøren på Sankt Croix Olaf S.K. Rybner Petersen, men forskning (Birgit Freisleben 1996; Andreassen & Folke Henningsen 2011) viser, at det ikke var tilfældet. Planerne om at reformere skolevæsnet på St. Croix blev først indført efter, at de to børn for længst havde forladt øen. I Danmark blev de to børn vist frem i den vestindiske pavillon på koloniudstillingen i Tivoli (se foto af Victor og Alberte på udstillingen her:). Der var selvfølgelig andre ting, der var mere spændende for Victor Cornelins end at være dér, han ville hellere være i den grønlandske udstilling! Til sidst blev børnene sat i bur i den vestindiske udstilling, og Victor Cornelins fortalte senere, at han – da han ikke havde andre måder at forsvare sig på i den ydmygende situation – kunne finde på at spytte efter nysgerrige.
Victor kom i Det Kongelige Vajsenhus' skole og boede hos en plejemor. Ferierne tilbragte han på Lønstrupgård på Lolland. Da de dansk-vestindiske øer blev solgt i 1917, blev han i Danmark og gjorde sin læreruddannelse færdig. Det var muligt, da han var dansk statsborger.
Hele sin karriere som lærer fra 1919 var han ansat ved Nakskov Kommunes skolevæsen, de sidste mange år som viceinspektør.
Som foredragsholder fortalte han om sit usædvanlige livsforløb, om at være den første sorte lærer, om racefordomme, om de dansk-vestindiske øer og om Sudanmissionen (et folkekirkeligt missionsselskab).
Victor Cornelins havde stor betydning for musiklivet på egnen. Han underviste i forskellige instrumenter, var korleder, var leder af Nakskov Musikskole og oprettede Det hvide kor af sygeplejersker.
Datteren Margit Cornelins (1928-1984) var 1948/49 pianist i Danmarks første traditionelle jazzband, Hot Club Jazz Band.
I 2005 sendte DR2 udsendelsesrækken Slavernes slægt, hvor jazzpianisten Ben Besiakov og Lotte Cornelins opsøger deres bedstefar Victor Cornelins rødder.
Han ligger begravet på Avnede Kirkes kirkegård.